# プスタサボルチ - ペーチ線
プスタサボルチ - ペーチ線（ハンガリー語: Pusztaszabolcs–Pécs-vasútvonal）は、ハンガリー国鉄の鉄道線の名称である。路線番号は40。ブダペストとペーチを結ぶ役割を担っている。

## 歴史
1972年にドンボーヴァール連絡線は下駅の中心とする三角線と連結されて、同時にドンボーヴァール - カポシュセクチェー間もカポシュ川鉄道橋の連続トラス構造改築を含めて移設された。1973年に山地を通過するゴディサ - ビュックコェスド間は移設された。三つの新しいトンネル、アバルトトンネル・二つのヘトヴェヘイトンネルおよび高架橋の新設と線路曲率の緩和で改修工事は完了した。1980年代に電車線はいくつかの段階で設置された。
2020年7月にサーズハロムバッタ市とエルチ市の間に高速新線が開通されて、二つの駅を迂回することとなった。

## 運行形態[4]
ブダペスト近郊についてはブダペスト - プスタサボルチ線の項目を参照。

### 特急「インターシティ」(IC)
- メチェク号：　ブダペスト東駅 - プスタサボルチ - ペーチ
2時間に1本の運行。シャーシュドは一部のみ停車。
過去の運行形態
2016年以前は、大多数がピンツェヘイとシャーシュドに停車していた。また、特急料金要で、便毎に愛称名が異なっていた。
2017-19年度に限り、2往復が41号線直通車両を連結していた。
2019年末に、41号線直通列車を連結する列車は1往復（トゥベシュ号）のみとなった。この列車は、シャールボガールドを通過する一方、シモントルニャとピンツェヘイに停車していた。
2021年春以降、トゥベシュ号が特急料金不要となり、サーカイへの停車を開始した。
2022年度に、トゥベシュ号の併結が解消され、他の特急同様に特急料金要となり、停車駅も他のペーチ発着便に揃えられた。
2023年度より、愛称名が「メチェク」に統一された。2023年夏より、特急料金不要となった。

- ブダペスト東駅 - プルタサボルチ - ドンボーヴァール - カポシュヴァール/ジェーケーニェシュ
一日3往復の運行。ドンボーヴァール以西は41号線に直通する。シャールボガールドを通過し、シモントルニャ、ピンツェヘイ、サーカイに停車する。特急料金不要。
過去の運行形態
2016年度は、一日2往復の運行であった。また、ピンツェヘイとサーカイを通過していた。当時は特急料金要であった。
2017-19年度は、一日3往復の運行で、ペーチ方面の列車に併結される形で運行していた。1往復のみ、シャールボガールド・ピンツェヘイ通過、シモントルニャ停車であった。
2019年末に、シモントルニャ通過の2往復が独立運行となり、シャールボガールド通過・シモントルニャ停車となった。シモントルニャ停車の1往復のみ併結のまま残され、こちらはピンツェヘイ停車となった。
2021年春以降、サーカイが停車駅に追加された他、特急料金不要となった。
2022年度に、ペーチ方面の列車の併結が全て解消された。

### 特急「エクスプレス」(Ex)
- スゴヴィツァ号：　ブダペスト南駅 ← レートシラシュ ← バヤ　【休日運行】
休日の北行のみ、一日片道1本の運行。レートシラシュ以南は46号線から直通する。
2021年冬以前は一日1往復していた他、ブダペスト東駅を発着していた。

- フェニヴェシュ号：　ケストヘイ - ドンボーヴァール下駅 - ペーチ　【夏季運行】
夏季限定で、一日1往復運行する。ドンボーヴァール以北は短絡線経由で41号線に直通する。途中、シャーシュドとセントレーリンツにのみ停車する。
2022年度に運行を開始した。2023年度に限り、区間特急(S)の種別で運行していた。

### 快速「インターレギオ」(IR)
- ゲメンツ号：　セーケシュフェヘールヴァール - シャールボガールド - レートシラシュ - バヤ
2時間に1本の運行。シャールボガールド以北は45号線に、レートシラシュ以南は46号線に直通する。上下とも、シャールボガールドで特急(IC)のブダペスト方面、ペーチ方面双方に接続するダイヤとなっている。
2021年冬以前は2-4時間に1本運行であった他、45号線に乗り入れていなかった。

- ヘリコン号：　ジェール - ドンボーヴァール下駅 - ペーチ
一日1往復の運行。金曜日は2往復、休日は1.5往復運行される。ドンボーヴァール以北は短絡線経由で41号線に直通する。金曜・休日の増発便はシャーシュドを通過する。
過去の運行形態
2019年以前は、区間特急(S)の種別で、春季・夏季は終日（夏季の休日は1.5往復）、秋季・冬季は休日のみの運行であった。ビュッケシュドにも停車していたが、夏季は休日のペーチ方面行1本に限りシャーシュドとビュッケシュドを通過していた。
2019年末に、ビュッケシュド通過となった。
2020年末に、快速(IR)に種別変更となり、通年運行となった。金曜日は一日2往復に増発され、増発列車はシャーシュド通過となった。

### 快速(G)
- G40系統：　ドンボーヴァール → プスタサボルチ → ブダペスト南駅　【平日運行】
平日限定で、朝に片道2本のみ運行する。1本がドンボーヴァール、1本がシャールボガールド始発。
過去の運行系統
2021年以前は、中距離普通(Sz)の種別で一日1本運行していた。ドンボーヴァール発で、休日も運行していた。
2022年度より、快速(G40)に格上げとなった。シャールボガールド始発が1本増発された。平日のみの運行となった。

### 普通
下記2系統に分かれる。
- S40系統：　ブダペスト南駅 - プスタサボルチ - ドンボーヴァール
2-4時間に1本の運行。ドンボーヴァール方面行は、原則プスタサボルチ以北ではS42系統（42号線の列車）と併結する。

- S431系統：　ドゥナウーイヴァーロシュ - レートシラシュ - シモントルニャ
一日6往復の運行。レートシラシュ以北は43号線に直通する。
2022年度以前は、一日2往復の運行であった。

- ドンボーヴァール - ゴディシャ - コムロー
一日4往復、金・日曜日に限り一日5往復の運行。南行3本、北行1本を除き、シャーシュド - ドンボーヴァール間はノンストップ。ゴディシャ以南は47号線に直通する。
過去の運行形態
2017年末に、北行のみ一日1本が運行を開始した。ドンボーヴァール - シャーシュド間ノンストップであった。
2019年末に、一日2往復に増発された。2019年春以降、休日の1往復に限り、ドンボーヴァール - シャーシュド間各駅停車となった。
2020年末に、シャーシュド以北各駅停車に変更となった。
2022年度は、当初一日3.5往復であった。この時に、シャーシュド - ドンボーヴァール間ノンストップ便が復活した。4月に4往復（休日5往復）に増発され、6月の改正で金曜も5往復の運行となった。

- ドンボーヴァール - ペーチ
2時間に1本の運行。

- 過去の運行系統
2016年以前は、ブダペスト南駅 - プスタサボルチ - ドンボーヴァール - カポシュヴァール間のS41系統が、季節により一日1往復の運行していた。プスタサボルチ以北ではS42系統（42号線の列車）と併結していた。

### 過去の運行種別
- 特別快速(Z)
  - Z40系統：　ブダペスト南駅 → プスタサボルチ → ドンボーヴァール　【土曜を除く毎日運行】
2022年度に、快速(G40)として一日1本の運行を開始した。各駅に停車していた。2022年6月に特別快速(Z40)に格上げされた。
2024年4月のダイヤ改正で、普通列車に置き換えられる形で休止。

## 駅一覧
以下では、ハンガリー国鉄40号線の駅と営業キロ、停車列車、接続路線などを一覧表で示す。なお、ブダペスト近郊についてはブダペスト - プスタサボルチ線の項目を参照。
- 種別
  - IC：特急「インターシティ」
  - Ex：特急「エクスプレス」
  - IR：快速
  - G：快速（ブダペスト近郊）
  - Sz：普通
- 停車駅
  - ■印：全列車停車
  - ●印：大部分停車、一部通過
  - ○印：大部分通過、一部停車
  - ｜印：全列車通過

| 路線名 | 駅名                                                      | 駅間営業キロ | 累計営業キロ | IC | Ex | IR | G | Sz | 接続路線 | 所在地         | 所在地                         |
| ------ | --------------------------------------------------------- | ------------ | ------------ | -- | -- | -- | - | -- | --- | -------------- | ------------------------------ |
| 30     | ブダペスト南駅                                            |              | 0            |    | ■  |    | ■ | ■  | ブダペスト地下鉄2号線（エルシュヴェゼール広場方面）                                                                                     | ブダペスト市   | ブダペスト市                   |
| 40     | ケレンフェルド駅                                          |              | 4            | ■  | ■  |    | ■ | ■  | 1号線（ミュンヘン方面、ブダペスト東駅方面） 30号線（セーケシュフェヘールヴァール方面） ブダペスト地下鉄 4号線（フェーヴァーム広場方面） | ブダペスト市   | ブダペスト市                   |
| 40     | この間の各駅はブダペスト - プスタサボルチ線の項目を参照。 |              |              |    |    |    |   |    | |                |                                |
| 40     | プスタサボルチ駅                                          | -            | 53           | ｜ | ｜ |    | ■ | ■  | 42号線（ドゥナウーイヴァーロシュ方面） 44号線（セーケシュフェヘールアール方面）                                                         | フェイェール県 | ドゥナウーイヴァーロシュ郡     |
| 40     | サバデジハーザ駅                                          | 8            | 61           | ｜ | ｜ |    | ■ | ■  | | フェイェール県 | ドゥナウーイヴァーロシュ郡     |
| 40     | シャーロシュド駅                                          | 6            | 67           | ｜ | ｜ |    | ■ | ■  | | フェイェール県 | セーケシュフェヘールヴァール郡 |
| 40     | ナジローク駅                                              | 7            | 74           | ｜ | ｜ |    | ■ | ■  | | フェイェール県 | セーケシュフェヘールヴァール郡 |
| 40     | シャールボガールド駅                                      | 10           | 84           | ●  | ｜ | ■  | ■ | ■  | 45号線（セーケシュフェヘールヴァール方面）                                                                                              | フェイェール県 | シャールボガールド郡           |
| 40     | レートシラシュ駅                                          | 9            | 93           | ｜ | ｜ | ｜ | ■ | ■  | 43号線（ドゥナウーイヴァーロシュ方面）、46号線（バヤ方面）                                                                              | フェイェール県 | シャールボガールド郡           |
| 40     | シャーレグレシュ駅                                        | 4            | 97           | ｜ |    |    | ■ | ■  | | フェイェール県 | シャールボガールド郡           |
| 40     | シモントルニャ駅                                          | 5            | 102          | ○  |    |    | ■ | ■  | | トルナ県       | タマーシ郡                     |
| 40     | トルナネーメディ駅                                        | 6            | 108          | ｜ |    |    | ■ | ■  | | トルナ県       | タマーシ郡                     |
| 40     | ピンツェヘイ駅                                            | 6            | 114          | ○  |    |    | ■ | ■  | | トルナ県       | タマーシ郡                     |
| 40     | ベレチカ駅                                                | 5            | 119          | ｜ |    |    | ■ | ■  | | トルナ県       | タマーシ郡                     |
| 40     | ケセーヒデグクート・ジェンク駅                            | 5            | 124          | ｜ |    |    | ■ | ■  | | トルナ県       | タマーシ郡                     |
| 40     | サーラズド駅                                              | 3            | 127          | ｜ |    |    | ■ | ■  | | トルナ県       | タマーシ郡                     |
| 40     | レゲイ駅                                                  | 2            | 129          | ｜ |    |    | ■ | ■  | | トルナ県       | タマーシ郡                     |
| 40     | サカーイ・ヘージェース駅                                  | 5            | 134          | ○  |    |    | ■ | ■  | | トルナ県       | タマーシ郡                     |
| 40     | ドゥージュ駅                                              | 4            | 138          | ｜ |    |    | ■ | ■  | | トルナ県       | タマーシ郡                     |
| 40     | チブラーク駅                                              | 5            | 143          | ｜ |    |    | ■ | ■  | | トルナ県       | ドンボーヴァール郡             |
| 40     | クルド駅                                                  | 3            | 146          | ｜ |    |    | ■ | ■  | | トルナ県       | ドンボーヴァール郡             |
| 40     | デブレケズ駅                                              | 8            | 154          | ｜ |    |    | ■ | ■  | | トルナ県       | ドンボーヴァール郡             |
| 40     | ドンボーヴァール駅                                        | 10           | 164          | ■  |    |    | ■ | ■  | 41号線（ジェーケーニェシュ方面）、50号線（バヤ方面）                                                                                    | トルナ県       | ドンボーヴァール郡             |
| 40     | カポシュセクチェー駅                                      | 5            | 169          | ｜ | ｜ | ｜ |   | ●  | | トルナ県       | ドンボーヴァール郡             |
| 40     | ヴァーシャーロシュドンボー駅                              | 2            | 171          | ｜ | ｜ | ｜ |   | ●  | | バラニャ県     | ヘジハート郡                   |
| 40     | シャーシュド駅                                            | 6            | 177          | ○  | ■  | ●  |   | ■  | | バラニャ県     | ヘジハート郡                   |
| 40     | ゴディシャ駅                                              | 4            | 181          | ｜ | ｜ | ｜ |   | ■  | 47号線（コムロー方面） | バラニャ県     | ヘジハート郡                   |
| 40     | サティナ・キシュハイマーシュ駅                            | 3            | 184          | ｜ | ｜ | ｜ |   | ■  | | バラニャ県     | ヘジハート郡                   |
| 40     | アバリゲト駅                                              | 7            | 191          | ｜ | ｜ | ｜ |   | ■  | | バラニャ県     | ペーチ郡                       |
| 40     | ヘトヴェヘイ駅                                            | 3            | 194          | ｜ | ｜ | ｜ |   | ■  | | バラニャ県     | セントレーリンツ郡             |
| 40     | ビュッケシュド駅                                          | 5            | 199          | ｜ | ｜ | ｜ |   | ■  | | バラニャ県     | セントレーリンツ郡             |
| 40     | チェルディ・ヘレシュファ駅                                | 3            | 202          | ｜ | ｜ | ｜ |   | ■  | | バラニャ県     | セントレーリンツ郡             |
| 40     | セントレーリンツ駅                                        | 7            | 209          | ■  | ■  | ■  |   | ■  | 60号線（ソンバトヘイ方面）、61号線（セリェ方面）                                                                                        | バラニャ県     | セントレーリンツ郡             |
| 40     | ビチェールド駅                                            | 5            | 214          | ｜ | ｜ | ｜ |   | ●  | | バラニャ県     | セントレーリンツ郡             |
| 40     | メチェカルヤ・チェルクート駅                              | 8            | 222          | ｜ | ｜ | ｜ |   | ●  | | バラニャ県     | ペーチ郡                       |
| 40     | ペーチ駅                                                  | 6            | 228          | ■  | ■  | ■  |   | ■  | 65号線（マジャルボーイ方面） | バラニャ県     | ペーチ郡                       |